# تعديل سوق الإسكان في الولايات المتحدة
شهدت أسعار المساكن في سوق الولايات المتحدة تعديلًا كبيرًا بعد النشاط الإسكاني الذي بلغ ذروته في أوائل عام 2006. ثم خُفضت أسعار العقارات في أواخر عام 2006، مما تسبب بفقدان سيولة السوق والرهونات العقارية.
يعتبر النشاط العقاري نوعًا من أنواع النشاطات الاقتصادية التي تحدث بشكل دوري في أسواق العقارات المحلية أو الإقليمية أو الوطنية أو العالمية. يتميز النشاط الإسكاني بزيادة سريعة ومستمرة في أسعار العقارات، مثل المساكن، عادةً بسبب اجتماع عدد من العوامل مثل الثقة الزائدة والعاطفة والاحتيال، والتخلص من المخاطر الاصطناعية باستخدام السندات المالية المضمونة بالرهن العقاري، والقدرة على إعادة ملء الديون الملائمة عن طريق المؤسسات التي ترعاها الحكومة، وتوفر الائتمان في سياسة المصرف العام والمركزي، والمضاربة. يميل النشاط الإسكاني إلى زيادة التقييمات نحو الأعلى وفقًا للمعايير التاريخية والمستدامة والإحصائية التي وصفها الاقتصاديان كارل كيس وروبرت شيلر في كتابهما «الوفرة الطائشة». في وقت مبكر من عام 2003، تساءل شيلر عما إذا كان هناك «نشاط في سوق الإسكان» أم لا، والذي قد تُعدل أسعاره في المستقبل القريب.

## توقعات تعديل السوق
|  |

استنادًا إلى الاتجاهات التاريخية في تقييمات الإسكان في الولايات المتحدة، توقع العديد من الاقتصاديين وكُتّاب الأعمال تعديلًا في السوق يتراوح من بضع نقاط مئوية إلى 50% أو أكثر من قيم الذروة في بعض الأسواق، وعلى الرغم من أن هذا الخمود لم يؤثر على جميع مناطق الولايات المتحدة، حذر البعض من أن التعديل يمكن أن يكون «سيئًا» و «حادًا».
توقع كبير الاقتصاديين مارك زاندي من شركة الأبحاث Moody's Economy.com حدوث انخفاض بمعدل عشري في بعض المدن الأمريكية بحلول الفترة بين عامي 2007-2009. كان دِن بيكر من مركز البحوث الاقتصادية والسياسية أول خبير اقتصادي يعرّف النشاط الإسكاني في تقرير صدر في صيف عام 2002. اكتسب المستثمر بيتر شيف شهرة بعد عدد من اللقاءات التليفزيونية عارض فيها العديد من الخبراء الماليين وادعى أنه سيحدث ركود اقتصادي.
دعمت هيئات ترعاها الحكومة النشاط الإسكاني بشكل جزئي مثل فاني ماي وفريدي ماك والسياسات الفيدرالية التي تهدف إلى جعل الإسكان في متناول الجميع.

## انخفاض قيمة السوق بين عامي 2005 – 2006
توقف ازدهار سوق الإسكان فجأة في أجزاء كثيرة من الولايات المتحدة في أواخر صيف عام 2005، وفي صيف عام 2006، واجهت العديد من الأسواق قضايا في تضخم المخزونات وتراجع الأسعار وانخفاض حاد في حجم المبيعات. في أغسطس من عام 2006، حذرت مجلة بارون من «اقتراب أزمة الإسكان» ولاحظت أن متوسط سعر المنازل الجديدة انخفض بنسبة 3% تقريبًا منذ يناير من عام 2006، وأن مخزونات المنازل الجديدة سجلت رقمًا قياسيًا في شهر أبريل وبقيت بالقرب من أعلى مستوياتها طوال تلك الفترة. وأن مخزونات المنازل الحالية ازدادت بنسبة 39% عما كانت عليه قبل عام واحد فقط، وانخفضت المبيعات بنسبة تزيد عن 10%، وتوقعت المجلة أن «متوسط السعر الوطني للإسكان سينخفض على الأرجح بحوالي 30% في السنوات الثلاث المقبلة ... تراجع بسيط إلى القيمة الوسطية».
صنفت مجلة فورتشن العديد من أسواق الإسكان القوية السابقة باسم «المناطق الميتة»، وصُنفت مناطق أخرى كـ «مناطق خطرة» و«مناطق آمنة». ودحضت المجلة «أربع خرافات حول مستقبل أسعار المنازل». في بوسطن، انخفضت الأسعار ذات الأساس السنوي وانخفضت المبيعات وازداد المخزون والرهونات، وسمي التعديل في ولاية ماساتشوستس بالـ «الهبوط الحاد».
توقفت أيضًا أسواق الإسكان المزدهرة سابقًا في مدن واشنطن العاصمة وسان دييغو وفينيكس. أظهرت خدمة الإدراج المتعدد في ولاية أريزونا أنه في صيف عام 2006 نما عدد المساكن المعروضة للبيع في ولاية فينيكس إلى أكثر من 50000 منزل، إذ كان حوالي نصفها شاغر. توقعت العديد من شركات بناء المنازل هبوطًا حادًا خلال صيف عام 2006، على سبيل المثال خفضت دي آر هورتون توقعاتها للأرباح السنوية بمقدار الثلث في يوليو من عام 2006، وانخفضت قيمة سهم تول برذرز لبناء المنازل الفاخرة بنسبة 50% بين أغسطس 2005 وأغسطس 2006، وانخفض مؤشر داو جونز الأمريكي لبناء المنازل لأكثر من 40% بدءًا من منتصف أغسطس من عام 2006.
أوضح الرئيس التنفيذي لشركة تول برذرز روبرت تول أن: «شركات البناء التي بنت المنازل المضاربة تحاول نقلها من خلال تقديم حوافز وخصومات كبيرة، ويقوم بعض المشترين بإلغاء عقود المنازل التي يجري بناؤها بالفعل». أعلنت شركة بناء المنازل كارا هومز في 13 سبتمبر من عام 2006 عن «الربعين الأكثر ربحية في تاريخ شركتها»، ومع ذلك تقدمت الشركة بطلب للحماية من الإفلاس بعد أقل من شهر واحد في 6 أكتوبر. بعد ستة أشهر أي في 10 أبريل من عام 2007، باعت الشركة منشآت عمرانية غير مكتملة، مما تسبب بفقدان المشترين المحتملين من العام السابق للودائع، إذ قام بعضهم بإيداع أكثر من 100000 دولار.
عندما بدأ سوق الإسكان بالانخفاض من شتاء عام 2005 وحتى صيف عام 2006، توقع كبير الاقتصاديين في شركة NAR دايفيد لاريه «هبوطًا طفيفًا» للسوق. ولكن استنادًا إلى الزيادات غير المسبوقة في المخزون والتباطؤ الحاد في السوق طوال عام 2006، قالت ليزلي أبليتون يونغ كبيرة الاقتصاديين في جمعية كاليفورنيا للوسطاء العقاريين أنها غير راضية عن مصطلح «الهبوط الضعيف» لوصف ما كان يحدث في سوق العقارات في ولاية كاليفورنيا.
حذرت صحيفة «فاينانشال تايمز» من تأثير «الحافة الصلبة» على الاقتصاد الأمريكي في سيناريو «الهبوط الضعيف»، قائلة إن: «التباطؤ في هذه الأسواق الساخنة أمر لا مفر منه. قد يكون ضعيفًا، لكن من المستحيل استبعاد انهيار المعنويات والأسعار ... إذا توقفت ثروة الإسكان عن الارتفاع ... فقد يكون التأثير على الاقتصاد العالمي محبطًا بالفعل». قال روبرت آي تول الرئيس التنفيذي لشركة تول براذرز: «لا يمكن وصف موقف شركات بناء المنازل إلا بالهبوط الحاد».
قال أنجيلو موزيلو الرئيس التنفيذي لشركة كانتري وايلد فاينانشال: «لم أرَ قط هبوطًا حادًا منذ 53 عامًا، لذلك لدينا طرقًا للمضي قدمًا قبل الوصول لهذه المستويات. وعليّ إعداد الشركة لأسوأ ما قد يحدث». بعد هذه التقارير، اعترف لاريه بأنه «يتوقع أن تنخفض أسعار المنازل بنسبة 5% على الصعيد الوطني»، وقال إن بعض المدن في ولايتي فلوريدا وكاليفورنيا قد يكون لديها «هبوطًا حادًا».
تراجعت مبيعات المنازل الوطنية وأسعارها بشكل كبير مرة أخرى في مارس من عام 2007 م وفقًا لبيانات NAR، إذ انخفضت المبيعات بنسبة 13% إلى 482000 من الذروة البالغة 554000 في مارس من عام 2006 وانخفض متوسط السعر الوطني حوالي 6% إلى 217000 دولار من الذروة البالغة 230200 دولار في يوليو من العام ذاته. كان الانخفاض في مبيعات المنازل القائمة هو الأكثر حدة منذ عام 1989. وعانى سوق المنازل الجديدة أيضًا. حدث أكبر انخفاض سنوي في أسعار المنازل المتوسطة منذ عام 1970 في أبريل من عام 2007. انخفض متوسط أسعار المنازل الجديدة بنسبة 10.9% وفقًا لوزارة التجارة الأمريكية.
بناءً على تراجع المبيعات والأسعار في أغسطس من عام 2006، حذر الخبير الاقتصادي نورييل روبيني من أن قطاع الإسكان يتجه إلى «السقوط الحر» وسيعرقل بقية الاقتصاد عن مساره، مما تسبب في ركود في عام 2007. وافق جوزيف ستيجليتز، الحائز على جائزة نوبل في الاقتصاد في عام 2001، قائلًا إن الولايات المتحدة قد تدخل في ركود مع انخفاض أسعار المنازل. يعتمد مدى استمرار التباطؤ الاقتصادي، أو الركود المحتمل، إلى حد كبير على مرونة الإنفاق الاستهلاكي في الولايات المتحدة، والذي شكل ما يقرب من 70% من الاقتصاد البالغ 13.7 تريليون دولار أمريكي. يمكن أن يؤثر تبخر تأثير الثروة وسط تباطؤ الإسكان الحالي سلبًا على ثقة المستهلك ويوفر مزيدًا من الرياح المعاكسة للاقتصاد الأمريكي واقتصاد بقية العالم.